# پشتیبانی هوایی نزدیک

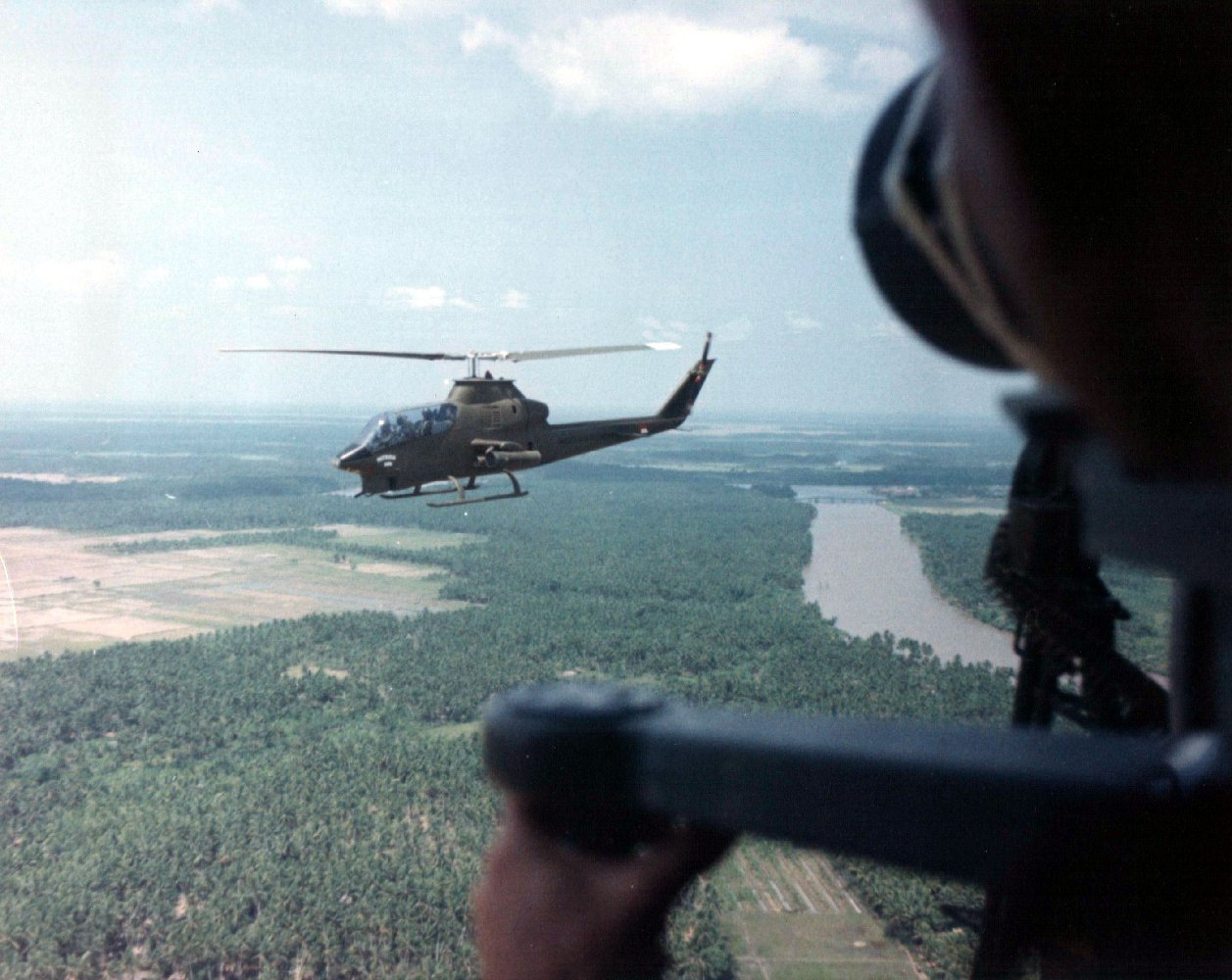
بالگرد کبرا در حین مأموریت در جنگ ویتنام. کبرا به عنوان یکی از بهترین بالگردها در پشتیبانی هوایی نزدیک شناخته می‌شود.

در تاکتیک نظامی پشتیبانی نزدیک هوایی به مأموریت‌های هوایی گفته می‌شود که علیه نیروهای زمینی دشمن در نزدیکی نیروهای خودی صورت می‌گیرد. این عملیات‌ها اصولاً توسط هواپیماها یا بالگردها انجام می‌شود. هدف این گونه عملیات، کاهش تهدید از جانب نیروهای دشمن و باز کردن راه پیشروی نیروهای خودی است به نحوی که هرگونه مانعی بر سر راه پیشروی نیروهای زمینی خودی از قبیل آرایش تانک‌های دشمن، توپ‌خانه، راکت‌اندازها و… را از بین ببرد.
پشتیبانی نزدیک هوایی از مأموریت‌های اصلی هواگردهای تهاجمی است. بالگردهای جنگنده و جنگنده‌های ضربتی اصلی‌ترین انواع هواگردهای تهاجمی هستند.